# Raumfahrt auf Briefmarken der Deutschen Post der DDR
Die Erfolge der sowjetischen Raumfahrt wurden von der Deutschen Post der DDR mit 76 Briefmarken und 7 Markenblocks zu diesem Thema gewürdigt. Die erste Ausgabe erschien schon 33 Tage nach dem Start von Sputnik 1 am 4. Oktober 1957. Mehrfach wurde auch der erste deutsche Kosmonaut Sigmund Jähn, der am 26. August 1978 ins All gestartet war, ins Markenbild gerückt. Die letzten drei Motive erschienen am 2. Oktober 1990, einen Tag vor der deutschen Wiedervereinigung.
Die ausgegebenen Briefmarken zeigen fast ausschließlich Motive der sowjetischen Raumfahrt; amerikanische Weltraumerfolge, insbesondere das Apollo-Programm und die Mondlandungen, wurden grundsätzlich nicht dargestellt. Die einzige Erwähnung fand die US-Raumfahrt bei der Ausgabe für das sowjetisch-amerikanische Raumfahrtunternehmen Sojus-Apollo im Jahr 1975.

## Liste der Ausgaben und Motive
Legende
- Bild: Eine bearbeitete Abbildung der genannten Marke. Das Verhältnis der Größe der Briefmarken zueinander ist in diesem Artikel annähernd maßstabsgerecht dargestellt. Sollten keine Marken abgebildet sein, liegt es daran, dass das Urheberrecht des Künstlers noch nicht erloschen ist.
- Beschreibung: Eine Kurzbeschreibung des Motivs und/oder des Ausgabegrundes. Bei ausgegebenen Serien oder Blocks werden die zusammengehörigen Beschreibungen mit einer Markierung versehen eingerückt.
- Wert: Der Frankaturwert der einzelnen Marke in Pfennig. Ein „+“ bedeutet, dass es sich um eine Zuschlagsmarke handelt (= Frankaturwert + Spende).
- Ausgabedatum: Das Datum des erstmaligen Verkaufs dieser Briefmarke.
- Auflage: Soweit bekannt, wird hier die zum Verkauf angebotene Anzahl dieser Ausgabe angegeben.
- Entwurf: Soweit bekannt, wird hier angegeben, von wem der Entwurf dieser Marke stammt.
- Mi.-Nr.: Diese Briefmarke wird im Michel-Katalog unter der entsprechenden Nummer gelistet.

| Bild | Beschreibung | Werte in Pfennig  | Ausgabe- datum     | Auflage                             | Entwurf                             | Mi.-Nr.       |
| --- | --- | ----------------- | ------------------ | ----------------------------------- | ----------------------------------- | ------------- |
| | Internationales Geophysikalisches Jahr (I) Künstlicher Erdsatellit Sputnik 1, Teil der Erdkugel, Mond                                                               | 10                | 7. November 1957   | 8.000.000                           | Ernst Rudolf Vogenauer              | 603           |
| | Landung der sowjetischen Raumsonde Lunik 2 auf dem Mond Mond, Raketenflugbahn, Landungsdaten, Staatswappen der Sowjetunion                                          | 20                | 21. September 1959 | 6.000.000                           | Ernst Rudolf Vogenauer              | 721           |
| | Erster bemannter Weltraumflug - Endstufe der Trägerrakete des Raumschiffs Wostok 1 mit Landeskennung CCCP, Teil der Erdkugel mit rot eingefärbtem Sowjetterritorium | 10                | 18. April 1961     | 5.000.000                           | Hans Georg Urbschat                 | 822           |
| | - Kosmonaut Juri Gagarin im Raumschiff | 20                | 20. April 1961     | 5.000.000                           | Hans Georg Urbschat                 | 823           |
| | - Weltraumkapsel am Fallschirm über der Erdatmosphäre | 25                | 20. April 1961     | 1.000.000                           | Hans Georg Urbschat                 | 824           |
| | Besuch des sowjetischen Kosmonauten German Titow - German Titow mit Jungen Pionieren                                                                                | 5                 | 11. Dezember 1961  | 3.500.000                           | Karl Sauer                          | 863           |
| | - German Titow in Leipzig | 10                | 11. Dezember 1961  | 4.000.000                           | Karl Sauer                          | 864           |
| | - German Titow im Raumschiff Wostok 2 | 15                | 11. Dezember 1961  | 1.000.000                           | Karl Sauer                          | 865           |
| | - German Titow erhält von Walter Ulbricht den Karl-Marx-Orden | 20                | 11. Dezember 1961  | 4.000.000                           | Karl Sauer                          | 866           |
| | - Raumschiff Wostok 2 auf der Umlaufbahn um die Erde, im Hintergrund der Mond                                                                                       | 25                | 11. Dezember 1961  | 3.000.000                           | Karl Sauer                          | 867           |
| | - German Titow und Walter Ulbricht auf der Fahrt durch Berlin | 40                | 11. Dezember 1961  | 3.000.000                           | Karl Sauer                          | 868           |
| | Erster Gruppenflug der Raumschiffe Wostok 3 und Wostok 4 Pawel Popowitsch und Andrijan Nikolajew, Flugbahnen der Raumschiffe                                        | 70                | 13. September 1962 | 1.100.000                           | Hans Georg Urbschat                 | 917 Block 17  |
| | 5 Jahre sowjetische Weltraumflüge - Weltraumhunde Belka und Strelka                                                                                                 | 5                 | 28. Dezember 1962  | 1.100.000                           | Hans Georg Urbschat                 | 926           |
| - Kosmonaut Juri Gagarin und Wostok 1                                                                                                  | 10 | 28. Dezember 1962 | 1.100.000          | Hans Georg Urbschat                 | 927                                 |               |
| - Sputnik 1, 2 und 3 | 15 | 28. Dezember 1962 | 1.100.000          | Hans Georg Urbschat                 | 928                                 |               |
| - Kosmonaut German Titow und Wostok 2                                                                                                  | 20 | 28. Dezember 1962 | 1.100.000          | Hans Georg Urbschat                 | 929                                 |               |
| - Lunik 1 und 2 | 25 | 28. Dezember 1962 | 1.100.000          | Hans Georg Urbschat                 | 930                                 |               |
| - Kosmonauten Andrijan Nikolajew und Pawel Popowitsch                                                                                  | 30 | 28. Dezember 1962 | 1.100.000          | Hans Georg Urbschat                 | 931                                 |               |
| - Erste interplanetarische Station und Flugbahn                                                                                        | 40 | 28. Dezember 1962 | 1.100.000          | Hans Georg Urbschat                 | 932                                 |               |
| - Lunik 3 | 50 | 28. Dezember 1962 | 1.100.000          | Hans Georg Urbschat                 | 933                                 |               |
| | Gruppenflug der Raumschiffe Wostok 5 und Wostok 6 - Walentina Tereschkowa im Raumanzug, Wostok 6                                                                    | 20                | 18. Juli 1963      | 9.500.000                           | Rudolf Skribelka und Axel Bengs     | 970           |
| - Waleri Bykowski im Raumanzug, Wostok 5                                                                                               | 20 | 18. Juli 1963     | 9.500.000          | Rudolf Skribelka und Axel Bengs     | 971                                 |               |
| | Besuch sowjetischer Kosmonauten - Walentina Tereschkowa; Raumschiff nach dem Start                                                                                  | 10                | 17. Oktober 1963   | 6.000.000                           | Karl Sauer                          | 993           |
| | - Walentina Tereschkowa; Kundgebung in den Umrissen der DDR | 20                | 17. Oktober 1963   | 6.000.000                           | Karl Sauer                          | 994           |
| | - Juri Gagarin; Kundgebung in den Umrissen der DDR | 20                | 19. November 1963  | 6.000.000                           | Karl Sauer                          | 995           |
| | - Walentina Tereschkowa im Raumanzug; Blick durch Bordfenster eines Raumschiffs                                                                                     | 25                | 17. Oktober 1963   | 1.200.000                           | Karl Sauer                          | 996           |
| | 70. Geburtstag von Nikita Chruschtschow Nikita Chruschtschow mit Walentina Tereschkowa und Juri Gagarin                                                             | 40                | 15. April 1964     | 1.200.000                           | Karl Sauer                          | 1021          |
| | Internationales Jahr der ruhigen Sonne - Teil der Erdkugel, Satellit                                                                                                | 25                | 29. Dezember 1964  | 1.200.000                           | Hans Georg Urbschat                 | 1081 Block 20 |
| | - Satellitenbahnen vor Erdkugel mit Strahlungsgürtel | 70                | 29. Dezember 1964  | 1.700.000                           | Hans Georg Urbschat                 | 1083 Block 22 |
| | Start des sowjetischen Raumschiffes Woschod 2 - Kosmonauten Pawel Beljajew und Alexei Leonow im Raumanzug                                                           | 10                | 15. April 1965     | 5.000.000                           | Axel Bengs                          | 1098          |
| | - Alexei Leonow im Weltraum, Teile des Raumschiffs und der Erdoberfläche                                                                                            | 25                | 15. April 1965     | 1.300.000                           | Axel Bengs                          | 1099          |
| | Besuch sowjetischer Kosmonauten - Alexei Leonow; Brandenburger Tor, Berlin                                                                                          | 20                | 1. Oktober 1965    | 4.000.000                           | Joachim Rieß                        | 1138          |
| - stilisiertes Raumschiff, Kosmonauten, Teil der Erdkugel                                                                              | 20 | 1. Oktober 1965   | 4.000.000          | Joachim Rieß                        | 1139                                |               |
| - Pawel Beljajew; Rotes Rathaus, Berlin                                                                                                | 25 | 1. Oktober 1965   | 4.000.000          | Joachim Rieß                        | 1140                                |               |
| | Erste weiche Mondlandung durch Luna 9 Mondsonde Luna 9 auf der Mondoberfläche, Erdkugel                                                                             | 20                | 7. März 1966       | 4.000.000                           | Werner Pochanke und Gerhard Stauf   | 1168          |
| | Erfolge der sowjetischen Raumfahrt - Interplanetare Station Venus 4, Venus, erste weiche Landung am 18. Oktober 1967                                                | 20                | 24. Januar 1968    | 6.000.000                           | Manfred Gottschall                  | 1341          |
| | - Raumschiffe Kosmos 186 und Kosmos 188, Erde, erste automatische Kopplung am 30. Oktober 1967                                                                      | 25                | 24. Januar 1968    | 2.000.000                           | Manfred Gottschall                  | 1342          |
| | 75 Jahre Meteorologisches Hauptobservatorium Potsdam; Meteorologischer Dienst der DDR - Aktinometer, Meteorologisches Hauptobservatorium Potsdam, Sonne             | 10                | 24. Januar 1968    | 4.000.000                           | Joachim Rieß und Manfred Gottschall | 1343          |
| - Antenne, Satellitenaufnahme der Erdoberfläche Europas                                                                                | 10 | 24. Januar 1968   | 4.000.000          | Joachim Rieß und Manfred Gottschall | 1344                                |               |
| - Getreidefeld bei Tag und Nacht, Feldfrüchte                                                                                          | 10 | 24. Januar 1968   | 4.000.000          | Joachim Rieß und Manfred Gottschall | 1345                                |               |
| | 10 Jahre bemannte sowjetische Weltraumflüge - Venussonde Venus 5 (gelandet 16. Mai 1969)                                                                            | 20                | 11. Februar 1971   | 2.000.000                           | Hilmar Zill                         | 1636          |
| - Modell einer Orbitalstation | 20 | 11. Februar 1971  | 2.000.000          | Hilmar Zill                         | 1637                                |               |
| - Mondsonde Luna 16 (gelandet 24. September 1970), Mondsatellit Luna 10                                                                | 20 | 11. Februar 1971  | 2.000.000          | Hilmar Zill                         | 1638                                |               |
| - Kopplung von Sojus 4 an Sojus 5, Staffelflug Sojus 6, 7 und 8, 18-Tages-Flug Sojus 9                                                 | 20 | 11. Februar 1971  | 2.000.000          | Hilmar Zill                         | 1639                                |               |
| - Strahlungs-Meßsatellit Proton 1, Wostok-Rakete                                                                                       | 20 | 11. Februar 1971  | 2.000.000          | Hilmar Zill                         | 1640                                |               |
| - Nachrichtensatellit Molnija 1 | 20 | 11. Februar 1971  | 2.000.000          | Hilmar Zill                         | 1641                                |               |
| - Erstflug von Juri Gagarin mit Wostok 1 (12. April 1961)                                                                              | 20 | 11. Februar 1971  | 2.000.000          | Hilmar Zill                         | 1642                                |               |
| - Ausstieg von Alexei Leonow aus Woschod 2                                                                                             | 20 | 11. Februar 1971  | 2.000.000          | Hilmar Zill                         | 1643                                |               |
| | Erstes mobiles Mondlabor Lunochod 1 Lunochod 1 verlässt die Rampe                                                                                                   | 20                | 30. März 1971      | 10.200.000                          | Hans Detlefsen                      | 1659          |
| | 100 Jahre Meteorologen-Versammlungen Wettersatellit Meteor, neuzeitliche Wetterkarte                                                                                | 70                | 23. März 1972      | 2.500.000                           | Manfred Gottschall                  | 1747 Block 36 |
| | Tage der sowjetischen Wissenschaft und Technik in der DDR Raketenstart                                                                                              | 10                | 23. Oktober 1973   | 8.000.000                           | Manfred Gottschall                  | 1887          |
| | 275 Jahre Akademie der Wissenschaften, Berlin Satellit Interkosmos 10                                                                                               | 35                | 2. Juli 1975       | 2.000.000                           | Axel Bengs                          | 2064          |
| | Sowjetisch-amerikanisches Raumfahrtunternehmen Sojus-Apollo - Raumschiff Sojus 19 beim Start                                                                        | 10                | 15. September 1975 | 6.000.000                           | Jochen Bertholdt                    | 2083          |
| | - Annäherungsmanöver | 20                | 15. September 1975 | 6.000.000                           | Jochen Bertholdt                    | 2084          |
| | - Kopplungsmanöver | 70                | 15. September 1975 | 2.000.000                           | Jochen Bertholdt                    | 2085          |
| | Bodenfunkstelle Intersputnik Bodenfunkstelle Intersputnik der Deutschen Post, Berlin                                                                                | 20                | 27. April 1976     | 7.000.000                           | Jochen Bertholdt                    | 2122          |
| | Interkosmosprogramm - Meteorologische Rakete M 100 (Atmosphärenphysik)                                                                                              | 10                | 21. März 1978      | 8.000.000                           | Jochen Bertholdt                    | 2310          |
| | - Satellit Interkosmos 1 (Kosmische Physik) | 20                | 21. März 1978      | 8.000.000                           | Jochen Bertholdt                    | 2311          |
| | - Satellit Meteor mit Infrarot-Fourier-Spektrometer (Kosmische Meteorologie)                                                                                        | 35                | 21. März 1978      | 5.000.000                           | Jochen Bertholdt                    | 2312          |
| | - Fernerkundung der Erde mit Multispektralkamera MKF-6 | 1 M               | 21. März 1978      | 2.100.000                           | Jochen Bertholdt                    | 2313 Block 52 |
| | Gemeinsamer Weltraumflug UdSSR-DDR (I) Raumschiff Sojus 31, Interkosmos-Symbol, Emblem des ersten gemeinsamen Weltraumfluges                                        | 20                | 4. September 1978  | 8.000.000                           | Jochen Bertholdt                    | 2355          |
| | Gemeinsamer Weltraumflug UdSSR-DDR (II) - Raumschiff Sojus 22, Multispektralkamera MKF-6M                                                                           | 5                 | 21. September 1978 | 5.000.000                           | Jochen Bertholdt                    | 2359          |
| | - Albert Einstein (1879–1955), deutsch-amerikanischer Physiker, Raumschiff Sojus 31                                                                                 | 10                | 21. September 1978 | 15.000.000                          | Jochen Bertholdt                    | 2360          |
| | - Sigmund Jähn, erster deutscher Kosmonaut | 20                | 21. September 1978 | 8.000.000                           | Detlef Glinski                      | 2361          |
| | - Otto Lilienthal (1848–1896), Ingenieur und Flugpionier; Orbitalstation Saljut mit angekoppeltem Raumschiff Sojus                                                  | 35                | 21. September 1978 | 4.000.000                           | Jochen Bertholdt                    | 2362          |
| | - Kosmonauten Waleri Bykowski und Sigmund Jähn, Orbitalkomplex, Interkosmos-Emblem, Emblem des ersten gemeinsamen Weltraumfluges                                    | 1 M               | 21. September 1978 | 2.000.000                           | Jochen Bertholdt                    | 2363 Block 53 |
| | Nachrichtenübertragung der Deutschen Post Nachrichtenübertragung über Kabel- und Funkverbindungen: Kabelverlegung, Intersputnik                                     | 10                | 5. Februar 1980    | 16.000.000                          | Manfred Gottschall                  | 2490          |
| | Interkosmosprogramm: Gemeinsame bemannte Weltraumflüge Kosmonauten, Orbitalkomplex, Interkosmos-Emblem                                                              | 1 M               | 11. April 1980     | 2.000.000                           | Lewinowskij und Detlef Glinski      | 2502 Block 58 |
| | 40. Jahrestag der Befreiung vom Faschismus Waleri Bykowski und Sigmund Jähn                                                                                         | 10                | 7. Mai 1985        | 8.000.000                           | Manfred Gottschall                  | 2941          |
| | 25 Jahre bemannter Raumflug - Juri Gagarin (1934–1968), sowjetischer Kosmonaut; Raumschiff Wostok 1                                                                 | 40                | 25. März 1986      | 3.500.000                           | Detlef Glinski                      | 3005          |
| - Kosmonauten Waleri Bykowski und Sigmund Jähn; Orbitalkomplex; Interkosmos-Emblem                                                     | 50 | 25. März 1986     | 3.500.000          | Detlef Glinski                      | 3006                                |               |
| - Venussonde Venera; Fourier-Spektrometer; Umlaufbahn um die Venus                                                                     | 70 | 25. März 1986     | 3.500.000          | Detlef Glinski                      | 3007                                |               |
| - Multispektralkamera MKF 6, Orbitalkomplex, Erdaufnahme, Flugzeug, Forschungsschiff                                                   | 85 | 25. März 1986     | 3.500.000          | Detlef Glinski                      | 3008                                |               |
| | 10. Jahrestag des gemeinsamen Weltraumfluges UdSSR–DDR (I) - Kosmonauten Sigmund Jähn und Waleri Bykowski beim Signieren der Landekapsel des Raumschiffs Sojus 29   | 5                 | 21. Juni 1988      | 2.200.000                           | Kraus                               | 3170          |
| | - Spektrometer MKS-M, Messkurve | 10                | 21. Juni 1988      | 8.000.000                           | Kraus                               | 3171          |
| | - Orbitalkomplex MIR | 20                | 21. Juni 1988      | 8.000.000                           | Kraus                               | 3172          |
| | 10. Jahrestag des gemeinsamen Weltraumfluges UdSSR–DDR (II) - Kosmonauten Sigmund Jähn und Waleri Bykowski beim Signieren der Landekapsel des Raumschiffs Sojus 29  | 10                | 30. August 1988    | 8.400.000                           | Kraus                               | 3190          |
| | - Spektrometer MKS-M, Messkurve | 20                | 30. August 1988    | 8.400.000                           | Kraus                               | 3191          |
| | - Orbitalkomplex MIR | 35                | 30. August 1988    | 8.400.000                           | Kraus                               | 3192          |
| | 125 Jahre Internationale Fernmeldeunion (UIT) Nachrichtensatellit vom Typ Molnija vor Erdkugel                                                                      | 50                | 15. Mai 1990       | 2.000.000                           | Joachim Rieß                        | 3335          |
| Nach dem Vollzug der Währungsunion mit der BRD wurden die folgenden Ausgaben in der Währung Deutsche Mark und nicht in Mark ausgegeben | |                   |                    |                                     |                                     |               |
| | Kongress der Internationalen Astronautischen Föderation (IAF), Dresden - Erde                                                                                       | 50                | 2. Oktober 1990    | 9.000.000                           | Detlef Glinski                      | 3361          |
| | - Mond | 70                | 2. Oktober 1990    | 9.000.000                           | Detlef Glinski                      | 3362          |
| | - Mars | 100               | 2. Oktober 1990    | 4.500.000                           | Detlef Glinski                      | 3363          |

Anmerkungen

1. ↑  Die folgenden drei Kleinbogen zeigen die gleichen Motive wie die Michel-Nummern 3170–3172 in verkleinerter Form, haben allerdings einen anderen Frankaturwert.
 Die Darstellung dieser drei Kleinbogen ist auf 80 % der anderen Ausgaben verkleinert.